# اخلاق موقعیتی
اخلاق موقعیتی یا اخلاق وضعیت (به انگلیسی: Situational ethics)، هنگام ارزیابی اخلاقی یک عمل، به جای قضاوت بر اساس معیارهای اخلاقی مطلق، زمینه خاص یک عمل را در نظر می‌گیرد. با هدف داشتن مبنایی منصفانه برای قضاوت یا عمل، به جای یک قانون رفتار تغییرناپذیر، مانند قانون کتاب مقدس تحت نظریه فرمان الهی یا امر مطلق کانتی، به آرمان‌های شخصی از آن‌چه برای هدایت آن‌ها مناسب است نگاه می‌کند. طرفداران رویکردهای موقعیتی به اخلاق عبارتند از فیلسوفان اگزیستانسیالیست سارتر، دوبووار ، مرلوپونتی ، یاسپرس و هایدگر.
اشکال مسیحی اخلاق موقعیتی که عشق را بر همه اصول یا قواعد، خاص قرار می‌دهد، در نیمه اول قرن بیستم توسط الاهی‌دانان لیبرال رودلف بولتمان، جان آ. تی رابینسون و جوزف فلچر پیشنهاد شد. این متکلمان به‌طور خاص به آگاپه یا عشق بی‌قید و شرط به‌عنوان بالاترین غایت اشاره می‌کنند. دیگر الهی‌دانانی که از اخلاق موقعیتی حمایت می‌کنند عبارتند از: جوزف فوکس، راینهولد نیبور، کارل بارت، امیل برونر و پل تیلیش. برای مثال، تیلیش، الهی‌دان و فیلسوف آلمانی‌تبار اعلام کرد که «عشق قانون نهایی است.»
فلچر در کتابش «اخلاق موقعیت» که به‌طور گسترده‌ای در دنیای انگلیسی‌زبانان اقبال یافت، اظهار داشت: «همه قوانین، اصول، آرمان‌ها و هنجارها فقط و فقط در صورتی معتبر هستند که در خدمت عشق باشند.» در شرایط خاصی ممکن است این قوانین، اصول، آرمان‌ها و هنجارها شکسته شوند یا نادیده گرفته شوند، و با روش دیگری به نتیجه‌ای دلخواه برسند. فلچر گاهی اوقات به‌عنوان بنیانگذار اخلاق موقعیت شناخته می‌شود، اما او خوانندگانش را به آرایی که پیش از او به آن پرداخته‌اند ارجاع‌ می‌دهد.

## طبقه‌بندی اخلاقی و منشأ اصطلاح
اخلاق موقعیتی شکلی از نتیجه‌گرایی است (اگرچه از فایده‌گرایی متمایز است زیرا هدف دومی «بزرگترین خیر برای بیشترین تعداد» است) که بر ایجاد بیشترین میزان عشق تمرکز دارد. اخلاق موقعیتی را می‌توان در ژانر نظریه اخلاقی تناسب‌گرایی نیز طبقه‌بندی کرد، که می‌گوید «هیچ‌گاه مخالفت با یک اصل درست نیست، مگر این‌که دلیل متناسبی که آن را توجیه کند وجود داشته باشد».  جی. ای. تی رابینسون، یک اخلاق‌شناس موقعیتی، این رویکرد را شکلی از نسبی گرایی اخلاقی می‌دانست.
در اواسط قرن بیستم مبحثی دایر بر اخلاق موقعیتی وجود داشت که توسط تعدادی از متکلمان عمدتاً پروتستان ترویج می‌شد. اصطلاح انگلیسی اخلاق موقعیت از Situationsethik آلمانی گرفته شده‌است. مشخص نیست چه کسی برای اولین بار این اصطلاح را در آلمانی یا انگلیسی ابداع کرده‌است.

## جوزف فلچر
فلچر پیشنهاد کرد که بهترین وجه یک نظام اخلاقی مبتنی بر عشق، مفهوم «همسایه خود را دوست بدار» که عیسی مسیح در انجیل‌های عهد جدید کتاب مقدس آموزش داده است می‌باشد. فلچر از طریق اخلاق موقعیتی، در تلاش بود تا «راهی میانه» برای اخلاق قانونی و ضد دیدگاه‌های نو، که مربوط به این دیدگاه است که مسیحیان به فیض از الزام رعایت قانون اخلاقی رها می‌شوند، بیابد. فلچر نظریه خود را در مورد اخلاق موقعیتی در کتاب‌هایش: رفتار کلاسیک و اخلاق موقعیت توسعه داد. بنابراین، اخلاق موقعیتی یک نظریه غایت‌شناختی یا نتیجه‌گرایانه است، زیرا به نتیجه یا پیامدهای یک عمل مربوط می‌شود. فلچر پیشنهاد کرد که اهداف هر وسیله‌ای را توجیه می‌کنند.
فلچر نظریه خود را در چهار «اصل کارکردی» و شش «اصل اساسی» تبیین کرد.

### چهار اصل کارکردی
پیش‌فرض‌هایی که فلچر قبل از ارائه نظریه اخلاق موقعیتی بیان می‌کند، به شرح زیر است:
1. پراگماتیسم: عملی که کسی انجام می‌دهد باید بر اساس عشقی که در آن عمل تأثیر می‌گذارد قضاوت شود، بنابراین فاعل همیشه باید بپرسد: «دوست داشتنی‌ترین کاری که باید انجام داد چیست؟» برای مثال، جنگ ممکن است -‌از نظر یک موقعیت‌گرا‌- «عاشقانه‌ترین» عمل تلقی نشود و خیلی‌ها آن را از نظر اخلاقی اشتباه بدانند.
2. نسبی‌گرایی: نزدیکی به هر موقعیتی با طرز فکری نسبی و در نتیجه مخالفت با رویکردهای قانونی است؛ از واژه‌هایی مانند «هرگز»، «کامل» و «بی‌نقص» اجتناب کنید.
3. پوزیتیویسم: مهمترین انتخاب در آموزه‌های اول یوحنا 4: 7-12 این است که «یکدیگر را دوست داشته باشیم زیرا عشق از جانب خداست».
4. اصالت شخص: در حالی که قانون‌گرا فکر می‌کند مردم باید طبق قوانین عمل کنند، اخلاق‌شناس موقعیتی معتقد است که قوانین باید به نفع مردم باشد. این فاعل را مجبور می‌کند که بپرسد «به چه کسی کمک می‌شود؟» و به جای پرسش «قانون چیست؟»، بر اهمیت مردم در برابر قوانین تأکید می‌کند.

### شش اصل اساسی (گزاره‌ها)
گزاره اول
فقط یک چیز ذاتاً خوب است، یعنی عشق: ولاغیر. فلچر (1966، ص 56) - یک عمل فقط تا جایی خوب است که باعث ایجاد آگاپه شود.
گزاره دوم
هنجار حاکم تصمیمات مسیحی عشق است: ولاغیر. فلچر (1966، ص 69) - مهم‌ترین فرمان این است که خدا را دوست داشته باشید و «همسایه خود را دوست بدارید».
گزاره سوم
عشق و عدالت یکی هستند، زیرا عدالت، همان عشق توزیع‌شده است، ولاغیر. فلچر (1966، ص 87) - همیشه باید به قصد یک عمل توجه داشت.
عدالت عبارت است از عشق مسیحی با سر و تن، توجه به وظایف، تعهدات، فرصت‌ها، و مهارت‌ها... عدالت عشقی است که با حالتی که اشاعه یافته کنار بیایید. فلچر (1966، ص 95)
گزاره چهارم
عشق خیر و صلاح همسایه را می‌خواهد، چه او را دوست داشته باشیم و چه نداشته باشیم. فلچر (1966، ص 103) - آگاپه فقط یک حس نیست، گاهی فداکاری می‌خواهد، بنابراین ما باید دوست داشته باشیم و در ازای آن انتظاری نداشته باشیم.
گزاره پنجم
فقط هدف است که وسیله را توجیه می‌کند، ولاغیر. اعمال فقط به عنوان وسیله‌‌ای برای رسیدن به هدف، موقعیت اخلاقی پیدا می‌کنند. برای فلچر، پایان باید همراه با عاشقانه‌ترین نتیجه باشد. هنگام سنجش یک موقعیت، باید هدف مورد نظر، وسایل موجود، انگیزه اقدام و پیامدهای قابل پیش‌بینی را در نظر گرفت. فلچر (1966، ص 120) - بنابراین، شما باید تشخیص دهید هر کاری که ممکن است انجام شود باید محبت‌آمیزترین نتیجه را به همراه داشته باشد.
گزاره ششم
تصمیم مبتنی بر عشق بر اساس موقعیت گرفته می‌شود، و نه از روی اجبار. فلچر (1966، ص 134) - هیچ چیز ذاتاً درست یا نادرست نیست، همه چیز باید بر اساس موقعیت انجام شود.

## انتقاد
فیلسوف مورتیمر جی. آدلر، در زندگی‌نامه خود، اخلاق موقعیتی را به‌عنوان یک «نظریه نیمه‌کاره رفتاری که در اوایل دهه شصت گسترش یافت، از نظر اخلاقی اشتباه می‌دانست.»
برخی استدلال کرده‌اند که اخلاق موقعیتی یک اخلاق واقعی مسیحی نیست، زیرا دستورهای اخلاقی مطلق را در تأکید بر مفهوم عشق الهی نادیده می‌گیرد.